# Pseudomyrophis fugesae
Pseudomyrophis fugesae är en fiskart som beskrevs av Mccosker, Böhlke och Böhlke, 1989. Pseudomyrophis fugesae ingår i släktet Pseudomyrophis och familjen Ophichthidae. Inga underarter finns listade i Catalogue of Life.